# Julien d'Ascalon
Pour les articles homonymes, voir Julien.
Julien d'Ascalon (en grec ancien : Ἰουλιανός Ἀσκαλωνίτης / Ioulianós Askalōnítēs) est un architecte du VIe siècle de langue grecque.

## Biographie
On ignore tout de sa vie : il est seulement connu par un ouvrage dont le titre, probablement postérieur à sa rédaction (Tiré de l'écrit de Julien d'Ascalon, architecte : extrait des lois, ou coutumes, en usage en Palestine) donne sa ville d'origine et sa profession d'architecte. L'ouvrage est une compilation de textes réglementaires de Palestine, transmise dans un petit recueil de législation urbaine du XIe siècle, dont le texte principal est le Livre de l'Éparque (Eparchikon biblion) publié en 912 à Constantinople. Le texte en a également été repris dans l’Hexabiblos, une compilation de droit byzantin rédigée vers 1345 par Arménopoulos à Thessalonique.
La profession « d'architecte » (architekton) attribuée par le titre de son œuvre à Julien comporte une certaine ambiguïté. L’architekton désigne entre le IVe siècle et le VIe siècle un « maître bâtisseur » plutôt qu'un architecte au sens contemporain du terme, qu'on désigne à l'époque comme un « mécanicien » (mèchanikos), pour souligner la formation supplémentaire en mécanique qu'il a reçue par rapport à l’architekton. Les architectes les plus renommés sont donc en réalité des mécaniciens. Mais le terme d’architekton paraît néanmoins avoir pu s'employer aussi pour désigner des architectes possédant les compétences de mécanicien, comme en témoigne une lettre du philosophe du Ve siècle Énée de Gaza : elle est destinée à un certain Julien, architecte (architekton) pour le remercier d'une machine hydraulique de son invention. L'auteur d'Ascalon a été rapproché de ce Julien qui serait alors né entre 420 et 480. Par ailleurs, deux inscriptions sur des églises de Brad (actuelle Qasr el-Brad) mentionnent un architecte Julien ; elles datent de 399 et 402 et pourraient référer au grand-père ou au père de Julien d’Ascalon.
Qu'il ait pu ou non se réclamer du titre de mécanicien, Julien d'Ascalon occupait de par sa profession une place assez élevée dans la société. L'épigraphie montre que de nombreux architectes possédaient des titres officiels, voire exerçaient parallèlement des responsabilités administratives importantes, parfois dans l'administration centrale. Julien devait être un notable pourvu d'une solide culture classique et susceptible de jouer un rôle décisionnel au niveau local.
Le traité sur les lois de Julien étant découpé en quatre chapitres correspondant aux quatre éléments primordiaux — le feu, l'air, l'eau et la terre —, on peut en déduire un certain intérêt pour l'aspect plus théorique des sciences physiques. Il s'inscrit dans la tradition atomiste mise en avant par le grand architecte Vitruve, et avant lui par la tradition grecque et hellénistique. Son style est « simple, sans affectation et clair », ce qui permet de supposer que Julien ait reçu le minimum d'éducation que sa profession requérait effectivement.

## Œuvre

### Le traité d'urbanisme
Le traité de Julien appartient, comme son titre l'indique, au genre des recueils d’excerpta : c'est une compilation de textes réglementaires dont les sources ne sont jamais indiquées, sauf exception. L'auteur n'apparaît ainsi que dans l'introduction et la conclusion, dans l'organisation générale du texte où se perçoivent malgré tout des unités préexistantes qui trahissent des emprunts à des sources antérieures.
Il porte sur les lois et réglementations applicables en matière de droit de l'urbanisme, plus spécifiquement sur les conséquences de nouvelles constructions pour le cadre bâti préexistant. Là où la loi romaine classique laisse au propriétaire la liberté d'organiser sa propriété comme il l'entend, sous réserve de certaines proscriptions, les règles rapportées par Julien sont de nature prescriptive ; il s'agit de lois à proprement parler et de coutumes locales ayant acquis force de loi, par exemple la coutume d'Ascalon et de Césarée concernant le partage des dépenses entre les différents habitants d'un immeuble à plusieurs étages.
Le traité peut ainsi être rapproché de toute une littérature juridique bien attestée au Proche-Orient : il s'agit d'abord des recueils juridiques de droit provincial romain ou de droit des cités grecques d'Égypte et des ordonnances lagides (les Dikaiomata d'Alexandrie). La tradition juridique rabbinique, avec le traité Neziquim (« Traité des dommages ») du Talmud de Jérusalem rédigé vers 350, offrirait ensuite les parallèles les plus frappants avec l'œuvre de Julien. Enfin, il peut être comparé à un autre recueil juridique de droit romain, les Sententiae syriacae, transmis avec le Liber syro-romanus qui aurait été composé entre 472 et 529, et proviendrait probablement de la célèbre école de droit de Beyrouth. Ces différentes recueils n'ont pas la valeur officielle des grands recueils promulgués sous l'autorité de l'empereur, comme le Code théodosien et le Code Justinien, mais tirent leur validité de l'application effective des normes qu'ils contiennent sans les créer : le caractère normatif de ces textes réglementaires émane de leur mise en application et non du statut de leur auteur ou des conditions de leur énonciation. En outre, il reprend les dispositions prescrites à Gaza visant à garantir l’éclairage intérieur des maisons par la projection des droits de propriété sur les fonds voisins et l’espace public.
L'ouvrage a été daté au début du VIe siècle, après l'empereur Zénon (474 à 491) et avant la publication du Digeste de Justinien en 533, sur la foi respectivement d'une mention de la constitution de Zénon (paragraphe 46) et d'une citation directe du juriste romain Papinien (paragraphe 51). Il semble cependant que les passages concernés n'appartiennent pas à l'œuvre de Julien.

## Postérité
Le traité est intégré dans le livre des Préfets, écrit en 912; cet ouvrage est lui-même repris au XIVe siècle dans l’Hexabiblos. Ce manuel byzantin est lu bien après sa période d'écriture, entre autres en France par Nicolas de La Mare. De plus la Grèce ayant au XIXe siècle transcrit l’Hexabiblos dans son Droit, la législation grecque a inclus au début de l'époque contemporaine le traité de Julien d'Ascalon.

### La table métrologique
On lui a également attribué une table métrologique précieuse par ses citations d'Ératosthène, Posidonios, Strabon et Xénophon, là encore compilée dans l’Hexabiblos. Il s'agit d'une erreur : la table n'a aucun rapport avec le traité sur les lois, si ce n'est que ce dernier utilise comme unité la coudée, ce qui a poussé un copiste à ajouter une scholie sur les différentes sortes de mesures.